# Sutton Valence

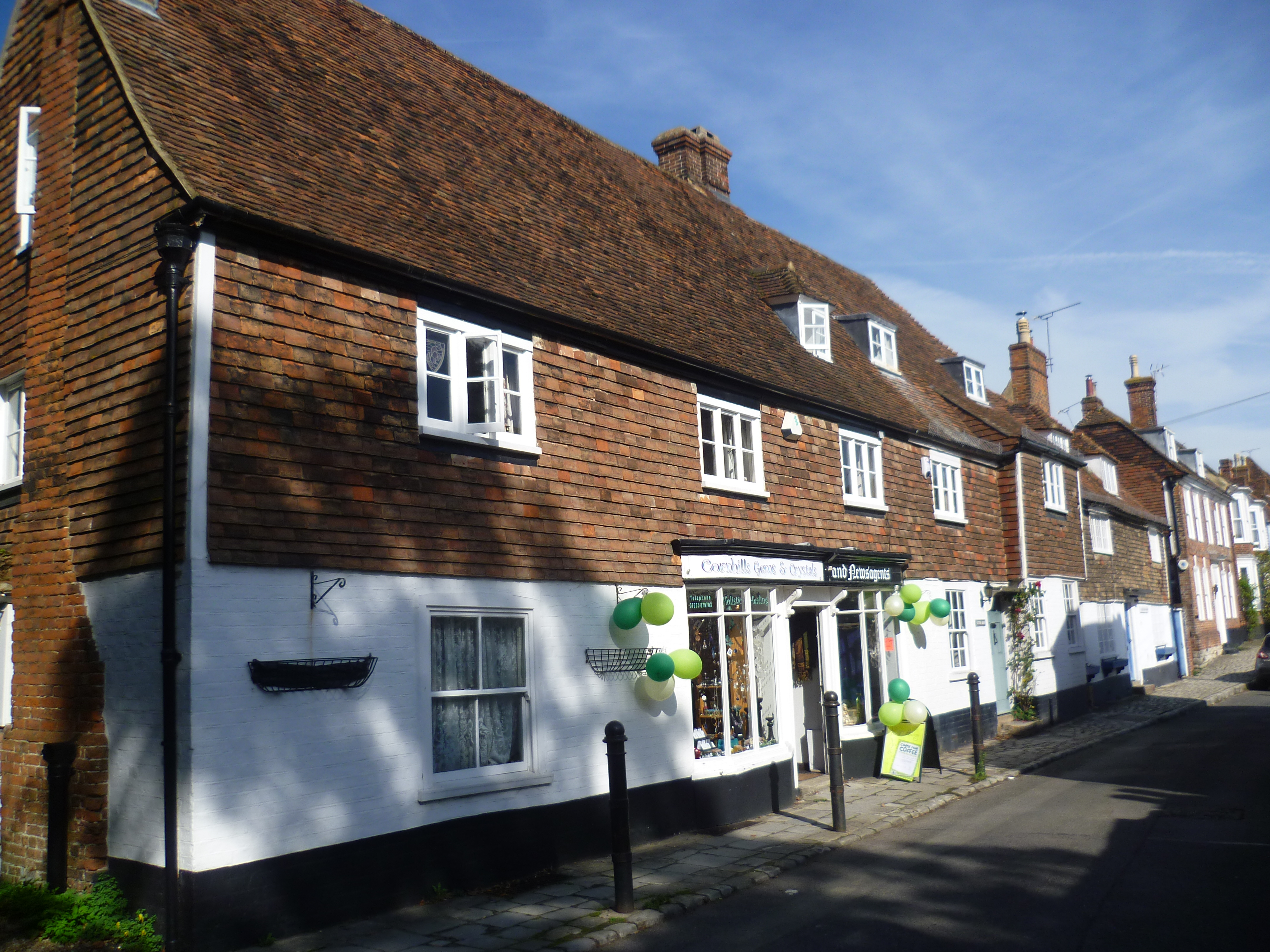
High Street von Sutton Vallence

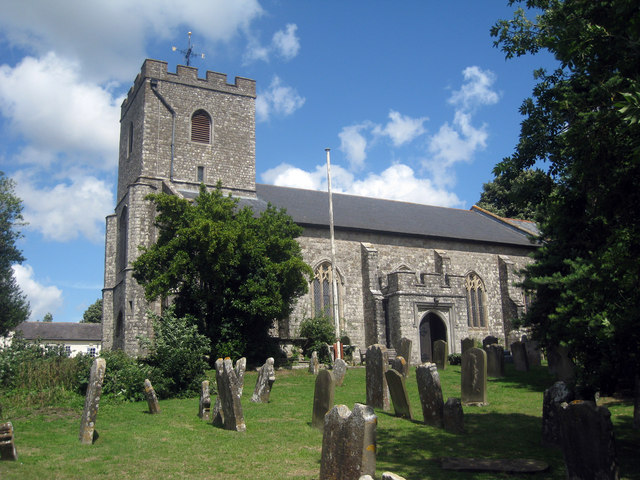
St Mary’s Church in Sutton Valence

Sutton Valence ist eine Civil Parish südöstlich von Maidstone in der englischen Grafschaft Kent. Bekannt ist sie für ihre Schlossruine, Sutton Valence Castle. Hinsichtlich der Ausdehnung der Gemeinde gibt es eine Anomalie: In Ordnance-Survey-Karten ist östlich angrenzend ein Gemeindegebiet eingetragen, das in keinem Maßstab mit einem Ortsnamen versehen ist. Openstreetmap nennt den Namen East Sutton, aber nicht den Status dieses Gebietes. Der englischsprachigen Wikipedia zufolge ist dies die Civil Parish East Sutton. Über East Sutton  ist aber zu lesen, dass seine Bevölkerung der Civil Parish Sutton Valence angehöre. Allerdings gehört East Sutton zum Ward Headcorn.

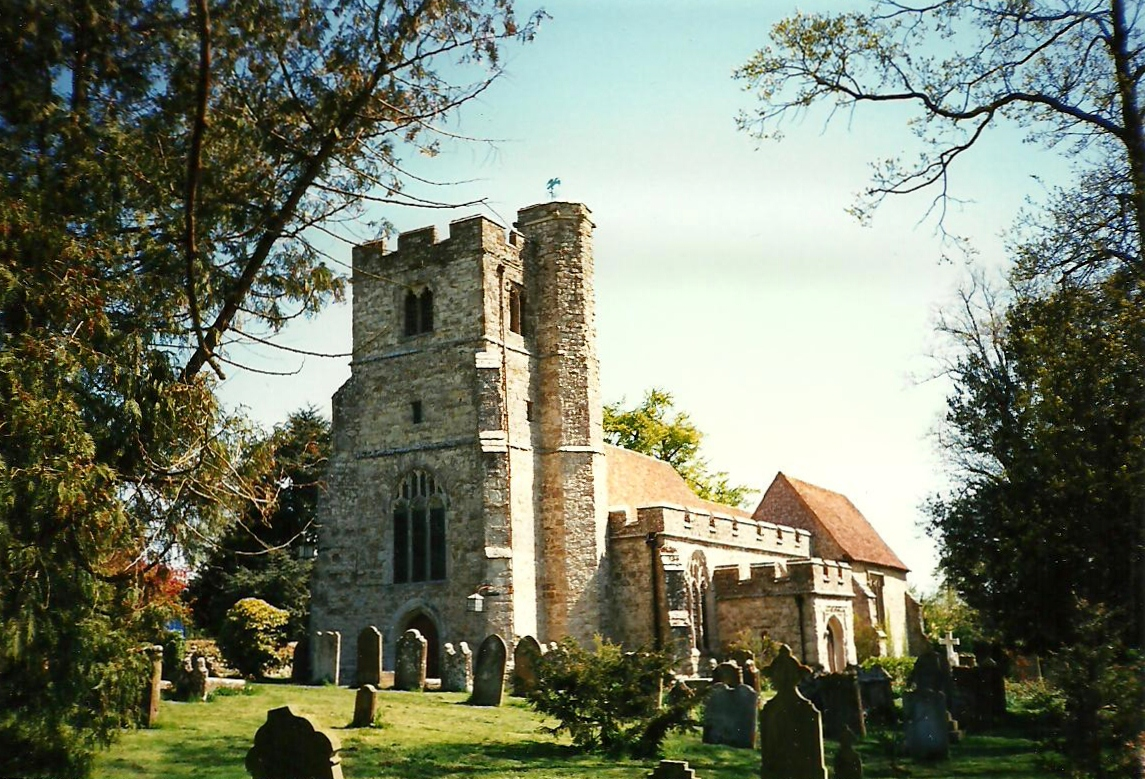
St Peter’s & St Paul’s in East Sutton

In der Organisation der Church of England bilden Headcorn and the Suttons eine gemeinsame Pfarrei.
Der Bahnhof Headcorn an der South Eastern Main Line von London nach Dover ist auch die nächstgelegene Bahnstation für Sutton Valence.